# Gonomyia nigrotuberculata
Gonomyia nigrotuberculata är en tvåvingeart som beskrevs av Evgenyi Nikolayevich Savchenko 1986. Gonomyia nigrotuberculata ingår i släktet Gonomyia och familjen småharkrankar. Inga underarter finns listade i Catalogue of Life.